# Region Zentral (Junior League Baseball World Series)
Die Region Zentral ist eine der fünf Regionen der Vereinigten Staaten, welche Teilnehmer an die Junior League Baseball World Series entsendeten. Die Region Zentral nimmt seit 1981 an diesem Turnier teil.
Bis 2001 war die Region in vier Divisionen aufgeteilt. Die Sieger jeder Division spielten um den Startplatz an den Junior League World Series. Seit 2002 spielen alle zugeordneten Staaten an einem gemeinsamen Turnier um den Startplatz.

## Teilnehmende Staaten
Folgende Staaten sind in dieser Region organisiert:
- Illinois
- Indiana
- Iowa
- Kansas
- Kentucky
- Michigan
- Minnesota
- Missouri
- Nebraska
- North Dakota/ South Dakota
- Ohio
- Wisconsin

Der Gastgeber stellt zusätzlich eine Mannschaft.

## Regionale Meisterschaften seit 2002
2002 wurden die Regionen zum Teil neu strukturiert.
Die jeweiligen Gewinner sind grün markiert.
| Jahr | Gastgeber                                   | Illinois                          | Indiana                                           | Iowa                     | Kansas                           | Kentucky                                | Michigan                                    | Minnesota                | Missouri                                          | Nebraska                                             | North Dakota/ South Dakota | Ohio                                | Wisconsin                                |
| ---- | ------------------------------------------- | --------------------------------- | ------------------------------------------------- | ------------------------ | -------------------------------- | --------------------------------------- | ------------------------------------------- | ------------------------ | ------------------------------------------------- | ---------------------------------------------------- | -------------------------- | ----------------------------------- | ---------------------------------------- |
| 2002 | Hamilton Park LL Fort Wayne                 | Bradley-Bourbonnais LL Bradley    | Valpasaiso LL Valpasaiso                          | Atlantic LL Atlantic     | Baxter Springs LL Baxter Springs | South London LL London                  | Midland Baseball Association Midland        | Itaska LL Grand Rapids   | Joplin LL Joplin                                  | Grand Island LL Grand Island                         | Kein Teilnehmer            | Canfield Baseball Club Canfield     | Oak Creek LL Oak Creek                   |
| 2003 | Fort Wayne LL Fort Wayne                    | Chicago LL Chicago                | Michigan City LL Michigan City                    | Urbandale LL Urbandale   | Baxter Springs LL Baxter Springs | Mercer County LL Mercer County          | Ypsilanti LL Ypsilanti                      | Itaska LL Grand Rapids   | Joplin LL Joplin                                  | South Sioux City LL South Sioux City                 | Kein Teilnehmer            | North Canton LL North Canton        | Franklin LL Franklin                     |
| 2004 | St. Joe Central LL Fort Wayne               | South Elgin Lions LL South Elgin  | Goshen LL Goshen                                  | Ankeny LL Ankeny         | Girard LL Girard                 | Paintsville LL Paintsville              | Midland Baseball Association Midland        | Itaska LL Grand Rapids   | Joplin LL Joplin                                  | Grand Island Youth Baseball American LL Grand Island | Kein Teilnehmer            | Canfield LL Canfield                | Whitefish Bay LL Whitefish Bay           |
| 2005 | St. Joe Central LL Fort Wayne               | Archer Manor LL Chicago           | Hobart LL Hobart                                  | Burlington LL Burlington | Baxter Springs LL Baxter Springs | Paintsville LL Paintsville              | Midland LL Midland                          | Lake Park LL Duluth      | Daniel Boone National LL Columbia                 | North Platte American LL North Platte                | Kein Teilnehmer            | Fairland LL Proctorville            | West Madison American LL Madison         |
| 2006 | Georgetown Community American LL Fort Wayne | Rock Falls LL Rock Falls          | South Bend Eastside LL South Bend                 | Urbandale LL Urbandale   | Kein Teilnehmer                  | Mercer County LL Mercer County          | FOP Lodge 95 LL Niles                       | Itaska LL Grand Rapids   | Daniel Boone National LL Columbia                 | North Platte American LL North Platte                | Kein Teilnehmer            | Boardman Community East LL Boardman | Glendale LL Glendale                     |
| 2007 | Elmhurst LL Fort Wayne                      | Pike County LL Pittsfield         | Osolo LL Elkhart                                  | Urbandale LL Urbandale   | Kein Teilnehmer                  | Lewis County LL Vanceburg               | Northeast LL/Fraternal Northwest LL Midland | Lake Park LL Duluth      | Daniel Boone East/National LL Columbia            | North Platte National LL North Platte                | Kein Teilnehmer            | North Canton LL North Canton        | Glendale American & National LL Glendale |
| 2008 | Leo-Grabill LL Leo/Grabill                  | Evergreen Park LL Evergreen Park  | Franklin Township National LL Indianapolis        | Johnston LL Johnston     | Kein Teilnehmer                  | Warren County Southern LL Bowling Green | Northeast LL/Fraternal Northwest LL Midland | Lake Park LL Duluth      | Daniel Boone National LL Columbia                 | Kein Teilnehmer                                      | Kein Teilnehmer            | Holmes County LL Holmes County      | Kennedy American LL Madison              |
| 2009 | St. Joe Central LL Fort Wayne               | Freeport LL Freeport              | Middlebury LL Middlebury                          | Urbandale LL Urbandale   | Kein Teilnehmer                  | Richmond LL Richmond                    | Northeast LL/Fraternal Northwest LL Midland | Lake Park LL Duluth      | La Co Mo East LL Concordia                        | Kearney LL Kearney                                   | Kein Teilnehmer            | Maumee LL Maumee                    | Glendale LL Glendale                     |
| 2010 | Southtown Baseball LL Fort Wayne            | Rochelle LL Rochelle              | Jeffersonville/GRC American LL Jeffersonville     | Urbandale LL Urbandale   | Kein Teilnehmer                  | Ashland National LL Ashland             | Northeast LL/Fraternal Northwest LL Midland | Lake Park LL Duluth      | Hillsboro R-3 LL Hillsboro                        | Kein Teilnehmer                                      | Kein Teilnehmer            | North Canton LL North Canton        | Kennedy American LL Madison              |
| 2011 | St Joe Central American LL Fort Wayne       | Peru LL Peru                      | Bartholomew County National LL Bartholomew County | Urbandale LL Urbandale   | Kein Teilnehmer                  | Lewis County LL Vanceburg               | Taylor South/Taylor North Central LL Taylor | Lake Park LL Duluth      | La Co Mo Central LL Higginsville                  | Kein Teilnehmer                                      | Kein Teilnehmer            | North Canton LL North Canton        | Franklin LL Franklin                     |
| 2012 | Georgetown Community American LL Fort Wayne | South Elgin Lions LL South Elgin  | Jeffersonville/GRC American LL Jeffersonville     | Urbandale LL Urbandale   | Kein Teilnehmer                  | North Oldham LL La Grange               | Gladstone Area LL Gladstone                 | Lake Park LL Duluth      | De Soto LL De Soto                                | Kein Teilnehmer                                      | Fargo LL Fargo             | North Canton LL North Canton        | East Madison LL Madison                  |
| 2013 | Auburn LL Auburn                            | Rock Falls LL Rock Falls          | Bedford LL Bedford                                | Grandview LL Des Moines  | Kein Teilnehmer                  | Paintsville LL Paintsville              | Northeast LL/Fraternal Northwest LL Midland | Lake Park LL Duluth      | De Soto LL De Soto                                | Kein Teilnehmer                                      | Fargo LL Fargo             | Maumee LL Maumee                    | Felix Mantilla LL Milwaukee              |
| 2014 | Hamilton Park LL Fort Wayne                 | Horner Park North-West LL Chicago | Eagle Creek LL Indianapolis                       | Urbandale LL Urbandale   | Kein Teilnehmer                  | Hazard Perry County LL Hazard           | Northeast LL/Fraternal Northwest LL Midland | Cloquet Youth LL Cloquet | Joplin LL Joplin                                  | Kein Teilnehmer                                      | Fargo LL Fargo             | Ironton National LL Ironton         | West Bend National LL West Bend          |
| 2015 | Georgetown Community American LL Fort Wayne | Warren Park Youth LL Chicago      | Eagle Creek LL Indianapolis                       | Johnston LL Johnston     | Kein Teilnehmer                  | Warren County Southern LL Bowling Green | Midland Northeast LL Midland                | West Duluth LL Duluth    | La Co Mo (East/Central) LL Concordia/Higginsville | Kein Teilnehmer                                      | Fargo LL Fargo             | East Holmes LL Holmes County        | Glendale LL Glendale                     |

## Resultate an den Junior League World Series

### Nach Jahr
| Jahr | Mannschaft                          | Stadt          | Klassierung  | W-L |
| ---- | ----------------------------------- | -------------- | ------------ | --- |
| 1981 | Boardman LL                         | Boardman       | Weltmeister  |     |
| 1982 |                                     |                |              |     |
| 1983 |                                     |                |              |     |
| 1984 |                                     |                |              |     |
| 1985 |                                     |                |              |     |
| 1986 |                                     |                |              |     |
| 1987 |                                     |                |              |     |
| 1988 |                                     |                |              |     |
| 1989 |                                     |                |              |     |
| 1990 |                                     |                |              |     |
| 1991 |                                     |                |              |     |
| 1992 |                                     |                |              |     |
| 1993 |                                     |                |              |     |
| 1994 |                                     |                |              |     |
| 1995 |                                     |                |              |     |
| 1996 |                                     |                |              |     |
| 1997 |                                     |                |              |     |
| 1998 |                                     |                |              |     |
| 1999 |                                     |                |              |     |
| 2000 |                                     |                |              |     |
| 2001 | St. Joe Central LL                  | Fort Wayne     | Gruppenphase | 1–2 |
| 2002 | Hamilton Park LL                    | Fort Wayne     | Gruppenphase | 0–4 |
| 2003 | Urbandale LL                        | Urbandale      | Gruppenphase | 0–4 |
| 2004 | Ankeny LL                           | Ankeny         | Gruppenphase | 2–2 |
| 2005 | St. Joe Central LL                  | Fort Wayne     | Gruppenphase | 0–4 |
| 2006 | South Bend Eastside LL              | South Bend     | Gruppenphase | 1–3 |
| 2007 | Glendale American & National LL     | Glendale       | Gruppenphase | 1–3 |
| 2008 | Johnston LL                         | Johnston       | US Finale    | 3–2 |
| 2009 | Middlebury LL                       | Middlebury     | US Finale    | 2–3 |
| 2010 | Jeffersonville/GRC American LL      | Jeffersonville | Gruppenphase | 2–2 |
| 2011 | North Canton LL                     | North Canton   | Gruppenphase | 1–3 |
| 2012 | North Canton LL                     | North Canton   | Gruppenphase | 1–3 |
| 2013 | Bedford LL                          | Bedford        | Gruppenphase | 2–2 |
| 2014 | Northeast LL/Fraternal Northwest LL | Midland        | Gruppenphase | 1–3 |
| 2015 | Johnston LL                         | Johnston       | US Finale    | 4–1 |

 Stand nach den Junior League World Series 2015